# Gnomidolon musivum
Gnomidolon musivum es una especie de escarabajo longicornio del género Gnomidolon, categorizada en la tribu Hexoplonini, de la subfamilia Cerambycinae. Fue descrita por Erichson en 1847.

## Descripción
Mide 7,3-11,7 mm de longitud.

## Distribución
Se distribuye por Bolivia, Brasil, Ecuador, Guyana, Guyana Francesa, Perú, Surinam y Venezuela.